# Leontien Kompier
L.A.M. (Leontien) Kompier (Haarlem, 20 juni 1958) is een Nederlands bestuurster. Ze is lid van de PvdA.

## Biografie
Kompier is geboren in Haarlem in een middenstandsgezin waar haar vader slager was. Eind jaren '60 verkocht haar vader de slagerij en verhuisde zij naar Oudorp waar haar vader bij een vleesgrossier ging werken. Na de basisschool ging zij een half jaar naar het Petrus Canisius College in Alkmaar. Daarna verhuisde zij naar Peize omdat haar vader een import- en exportbedrijf van runderen in Emmen ging runnen. Van 1972 tot 1976 ging zij naar de havo aan de scholengemeenschap in Leek. Van 1976 tot 1979 ging zij naar de pedagogische academie De Eekhorst in Assen.
Kompier was achtereenvolgens werkzaam bij de volwasseneneducatie in de gemeenten Borger, Stadskanaal en Vlagtwedde en bij de provincie Drenthe. Vanaf 2005 was zij programmamanager van het programmabureau Agenda voor de Veenkoloniën. Per 1 september 2009 werd zij benoemd tot eerste vrouwelijke burgemeester van Vlagtwedde.
Het beleid van Kompier kwam op 23 mei 2012 in het landelijk nieuws. Zij vaardigde toen een noodbevel uit ter ontruiming van een kamp van ongeveer 350 demonstrerende politieke asielzoekers. Er zou volgens het noodbevel sprake zijn van brandgevaar in het kamp, wat de ontruiming noodzakelijk zou maken. Het kamp is hierop door de ME ontruimd en de asielzoekers zijn opgesloten. Op 22 juni 2012 heeft de kortgedingrechter hier een uitspraak over gedaan en het noodbevel buitensporig genoemd.
Het burgemeesterschap van Kompier eindigde toen Vlagtwedde op 1 januari 2018 werd opgeheven en samen met Bellingwedde fuseerde tot Westerwolde. Kompier stelde zich niet beschikbaar als burgemeester van deze nieuwe gemeente, ook niet als waarnemer. Met ingang van 15 maart 2018 werd Kompier benoemd als waarnemend burgemeester van Langedijk nadat waarnemend burgemeester Jan Hoekema zijn taken had neergelegd.
Met ingang van 22 december 2021 werd Kompier benoemd tot waarnemend burgemeester van Venray nadat Luc Winants zijn taken had neergelegd. Aanvankelijk zou zij het waarnemend burgemeesterschap in Langedijk vervullen tot 1 januari 2022, de fusie van Langedijk en Heerhugowaard tot Dijk en Waard. Wegens haar benoeming in Venray heeft zij op 22 december, een aantal dagen eerder, deze functie neergelegd. Op 11 juli 2023 werd Michiel Uitdehaag burgemeester van Venray. Dit werd tevens het einde van haar carrière als burgemeester.
Kompier werd op 20 december 2019 voorzitter van de maatschappelijke adviesraad van Staatsbosbeheer in de provincie Groningen. Op 4 juli 2024 werd ze lid van de raad van commissarissen van het Waterbedrijf Groningen. Verder werd zij actief als organisatieadviseur, bestuurder en toezichthouder.
Kompier is getrouwd en heeft drie kinderen.